# Olfersia fossulata
Olfersia fossulata är en tvåvingeart som beskrevs av Macquart 1843. Olfersia fossulata ingår i släktet Olfersia och familjen lusflugor. Inga underarter finns listade i Catalogue of Life.